# 요르데니스 우가스
요르데니스 우가스 에르난데스(스페인어: Yordenis Ugás Hernández, 1986년 7월 14일~)는 쿠바의 권투 선수이다. 2008년 하계 올림픽 남자 라이트급에서 동메달을 획득했으며 세계 선수권 대회에서 금메달 1개를 획득했다.
쿠바 국가대표 은퇴한 후 2010년에 프로 권투 선수로 전향했으며 2021년부터 2022년 4월까지 세계 복싱 협회(WBA) 웰터급 챔피언 타이틀을 보유했다.